# 鴇田勝彦
鴇田 勝彦（ときた かつひこ、1945年（昭和20年）4月6日 - ）は、日本の官僚、実業家。元・中小企業庁長官。元・株式会社TOKAIホールディングス 代表取締役社長CEO、元・株式会社ザ・トーカイ代表取締役会長。埼玉県出身。

## 略歴
埼玉県浦和市出身。父は埼玉県、母は群馬県出身。開成中学校・高等学校を経て1968年（昭和43年）に東京大学法学部を卒業し、通商産業省（現：経済産業省）に入省した。京都府副知事、中小企業庁次長、防衛庁装備局長を経て、1998年（平成10年）に中小企業庁長官に就任した。

### 退官後
1999年（平成11年）に中小企業庁長官を最後に通商産業省を退官し、石油公団理事を経て、ザ・トーカイの顧問に就き、2003年（平成15年）に同社の副社長となり、2005年（平成17年）には社長に就任。2008年（平成20年）に副会長に就任。2009年（平成21年）からは会長、持株会社のTOKAIホールディングス発足後は同社の代表取締役社長に就任した。
2022年（令和4年）9月15日、同日付の取締役会決議によってTOKAIホールディングス代表取締役社長兼最高経営責任者（CEO）を解任されて取締役に降格された（会社法の規定により、「代表取締役」の解任には取締役会決議を要する。一方、同じく会社法の規定により、「取締役」の解任には株主総会決議を要する）。同時にグループ各社における役職も解任された。鴇田の解任は、内部告発によって、会社経費の不適切な利用が発覚したことによる。
同年12月15日にTOKAIホールディングスが設置した特別調査委員会が公表した調査結果では、会社経費の不適切な利用の内容は、自身だけ不当に高く役員報酬を設定したり、会社の保有する保養施設に呼んだ出張コンパニオンに混浴を強制したりと多岐にわたり、2016年4月からの約6年間で、件数は会食や宿泊など少なくとも253件、金額は約1110万円に上ることが明らかになった。同月23日にTOKAIホールディングスは再発防止策と関係者の処分を公表し、取締役にとどまる鴇田については22日付で辞任勧告した上で、役員格付けを降格して2023年1月から月額報酬を76％減額するとした。鴇田は2023年3月29日の取締役会で辞任の意向を示し、31日付で了承された。

## 年譜
- 1968年（昭和43年） 東京大学法学部卒業[1]
- 1968年（昭和43年）4月 通商産業省入省[2]
- 資源エネルギー庁石油部流通課長等を経て[13]、
- 1992年（平成4年）6月 資源エネルギー庁長官官房総務課長[2]
- 1993年（平成5年）7月 京都府副知事
- 中小企業庁次長等を経て[14]、
- 1996年（平成8年）7月 防衛庁装備局長[2]
- 1998年（平成10年）6月 中小企業庁長官[2]
- 1999年（平成11年）9月 石油公団理事[2]
- 2002年（平成14年）9月 株式会社ザ・トーカイ顧問[2]
- 2003年（平成15年）6月 株式会社ザ・トーカイ代表取締役副社長[2]
- 2005年（平成17年）6月 株式会社ザ・トーカイ代表取締役社長兼最高執行責任者（COO）[2]
- 2008年（平成20年）6月 株式会社ザ・トーカイ代表取締役副会長[2]
- 2009年（平成21年）10月 株式会社ザ・トーカイ代表取締役会長兼最高経営責任者（CEO）[2]
- 2011年（平成23年）4月 株式会社TOKAIホールディングス代表取締役社長兼最高経営責任者（CEO）、株式会社TOKAIコミュニケーションズ代表取締役社長[2]
- 2011年（平成23年）6月 株式会社ザ・トーカイ代表取締役会長[2]
- 2012年（平成24年）4月 株式会社ザ・トーカイ代表取締役社長、株式会社TOKAIケーブルネットワーク代表取締役会長、拓開（上海）商貿有限公司董事長[2]
- 2013年（平成25年）4月 東海ガス株式会社代表取締役会長[2]
- 2013年（平成25年）10月 株式会社TOKAIマネジメントサービス代表取締役会長[2]
- 2016年（平成28年）6月 株式会社ザ・トーカイ代表取締役会長[2]
- 2016年（平成28年）11月 瑞宝重光章受章
- 2018年（平成23年）4月 株式会社TOKAIコミュニケーションズ代表取締役会長[2]
- 2021年（令和3年）4月 株式会社TOKAIベンチャーキャピタル&インキュベーション代表取締役会長[2]
- 2022年（令和4年）9月15日 会社の経費の不適切な利用が内部告発によって発覚したことにより、同日付の取締役会決議によってTOKAIホールディングス代表取締役社長兼最高経営責任者（CEO）を解任されて取締役に降格され、同時にグループ各社における役職も解任された。
- 2023年（令和5年）3月 TOKAIホールディングス取締役を辞任。